# ماكس بيرد (لاعب كرة قدم)
ماكس بيرد (بالإنجليزية: Max Bird) هو لاعب كرة قدم بريطاني في مركز الوسط، ولد في 18 سبتمبر 2000 في Burton upon Trent ‏ في المملكة المتحدة. لعب مع ديربي كاونتي.

## وصلات خارجية
- ماكس بيرد (لاعب كرة قدم) على موقع قاعدة بيانات كرة القدم.إي يو (الإنجليزية)
- ماكس بيرد (لاعب كرة قدم) على موقع Soccerbase.com (لاعب) (الإنجليزية)
- ماكس بيرد (لاعب كرة قدم) على موقع Soccerway.com (الإنجليزية)
- ماكس بيرد (لاعب كرة قدم) على موقع عالم كرة القدم.نت (الإنجليزية)